# Райккюла (волость)
Райккюла (ест. Väike-Maarja) — волость в Естонії, у складі повіту Рапламаа. Волосна адміністрація розташована в селі Тамме. Волость утворено 11 квітня 1991 року.

## Розташування
Площа волості — 224,2 км², чисельність населення станом на 1 жовтня 2014 становить 1572 особи.
Адміністративний центр волості — селі (ест. küla) Тамме. Крім того, на території волості знаходяться ще 21 село: Йаласе (Jalase), Каігепере (Kaigepere), Кео (Keo), Коіксе (Koikse), Кирветагусе (Kõrvetaguse), Ліпа (Lipa), Ліпаметса (Lipametsa), Лое (Loe), Липеметса (Lõpemetsa), Метскюла (Metsküla), Ниммеметса (Nõmmemetsa), Ниммкюла (Nõmmküla), Пилма (Põlma), Пюхату (Pühatu), Пурку (Purku), Раела (Raela), Раіккюла (Raikküla), Ріідаку (Riidaku), Тамме (Tamme), Уммару (Ummaru), Вахакинну (Vahakõnnu), Валлі (Valli).